# Graafschap Tours

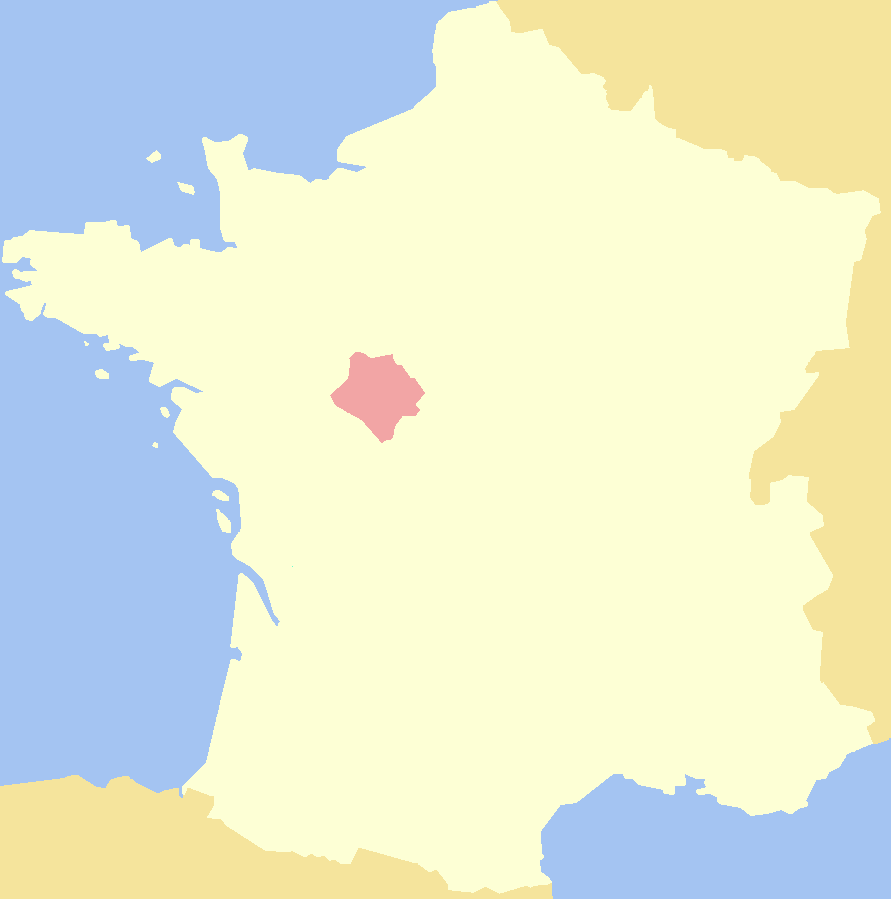
Graafschap Tours

Het graafschap Tours was eigenlijk een burggraafschap, een onderdeel van een ander graafschap.
Door huwelijk komt het graafschap in 818 in handen van de dynastie van de Etichonides. In 860 wordt het een onderdeel van het markgraafschap Neustrië in handen van de Robertijnen tot 900. Kortstondig is het in de handen van Fulco I van Anjou (900-909) om dan een onderdeel te worden van het graafschap Blois tot 1044. Van 1044 is het graafschap Tours een onderdeel van het graafschap Anjou tot het in 1154 Anjou in de handen komt van Engelse koningshuis, onder het huis Plantagenet.

## Graven van Tours
- Hugo van Tours (818-828)
- Robert de Sterke (860-866)
- Hugo de Abt (866-886)
- Odo I van Frankrijk (886-888)
- Robert I (888-900)
- Fulco I van Anjou (900-909)